# J SPORTS cycle road race
J SPORTS cycle road race（ジェイ・スポーツ・サイクルロードレース）は、J SPORTSで放送される自転車ロードレース中継の総称である。

## 概要
J SPORTSの前身であるSKY sportsの主要株主であったフジテレビが2004年までツール・ド・フランスの放映権を保有していたことから、1998年から同大会の生中継を開始。その後、ジロ・デ・イタリア、ブエルタ・ア・エスパーニャの放映権も獲得。2006年からは両大会の生中継を開始するとともに、UCI世界自転車選手権のロードレースについても放送を開始した（2010年まで）。
2009年7月23日、J SPORTSとツール・ド・フランスなどの主催者であるASOとの間で、ツール・ド・フランス、ブエルタ・ア・エスパーニャなど7レースについて2013年までの日本国内独占放映権契約を締結したことが発表された。
生中継は原則としてJ SPORTS 4（旧J sports Plus）で放送。J sports Plusでハイビジョン放送が始まった2007年から2011年まで、ツール・ド・フランスを放送する際、Plusでのレース中継開始がプロ野球中継やJリーグ中継のため遅れる場合には、J sports 1または2で先行して放送開始し、Plusでの放送開始後は1または2とのサイマル放送を行っていた（2012年度は原則としてJ SPORTS 4でのプロ野球中継は行われないため、このような措置は取られていない）。リピート放送はJ SPORTS 3（旧J sports ESPN）を含めた各チャンネルで大会終了後随時行われている。
ウェブサイトでのPDF形式のスタートリストの配信や、twitterで#jspocycleQのハッシュタグをつけて質問すると、中継陣がピックアップして、放送内で質問に返答するなど、インターネットサービスを積極的に活用している。

## 主な中継レース
- グランツール
  - ジロ・デ・イタリア（2002年 - 2016年、2021年 - 。2017年から2019年はDAZNで配信[2][3]）
  - ツール・ド・フランス
  - ブエルタ・ア・エスパーニャ
- UCI世界自転車選手権ロードレース（2006年 - 2010年、2022年。未放送期間はNHK-BS、SPEEDチャンネルで放送）
- Cycle*（西暦）（グランツール、世界選手権以外のレースには大会名の前に付く）
  - ASO主催レース
    - パリ〜ニース
    - パリ〜ルーベ
    - フレッシュ・ワロンヌ（2010年より）
    - リエージュ〜バストーニュ〜リエージュ
    - パリ〜ツール
    - クリテリウム・デュ・ドフィネ
    - ツール・ド・フランスさいたまクリテリウム

  - ミラノ～サンレモ
  - ロンド・ファン・フラーンデレン（ツール・デ・フランドル）
  - アムステルゴールドレース
  - ツアー・オブ・カリフォルニア
  - ツール・ド・スイス
  - 宇都宮ジャパンカップサイクルロードレース（2018年までは録画放送）
  - THE ROAD RACE TOKYO TAMA
- 全日本自転車競技選手権大会ロードレース（2012年より）
- UCIシクロクロスワールドカップ
- 世界選手権自転車競技大会シクロクロス
- ハンマー・シリーズ（2017年より）

## 実況・解説
放送のコメンタリーは基本的に実況1名・解説1名が基本だが、ツール・ド・フランスなどのビッグレースでは2名での解説になることもある他、現役日本人選手などのゲストが招かれることもある。また実況担当者が出演できない場合、解説者2名によるコメンタリー体制になることもある。

### 現在

#### 実況
- サッシャ[4]
- 谷口廣明
- 永田実
- 足立清紀（2018年 - ）
- 長澤洋明（2020年 - ）
- 田村純（2023年 - ）

#### 解説
- 栗村修（日本自転車普及協会理事、ツアー・オブ・ジャパン組織委員会委員長、元宇都宮ブリッツェン監督）
- 永井孝樹（POSITIVO代表）
- 浅田顕（エキップアサダ代表・監督、ロードレース日本代表監督）
- 野寺秀徳（シマノレーシング監督）
- 飯島誠（ブリヂストンサイクル所属、2016リオ五輪トラック中距離ヘッドコーチ[5]）
- 中野喜文（三療師、エンネ・スポーツマッサージ治療院院長[6]）
- 辻啓（サイクルロードレース写真家） - ツール・ド・フランス開催時は現地レポートを担当
- 狩野智也（マトリックスパワータグ）
- 西谷泰治（愛三工業レーシングチーム）
- 別府史之（サイクリングプロモーター）
- 中島康晴（キナンレーシングチーム）
- 畑中勇介（キナンレーシングチーム）

#### ゲスト解説
※下記人物は主にツール・ド・フランスの中継に登場。
- 片山右京（JBCF理事長、TeamUKYO代表）
- フローラン・ダバディ（ジャーナリスト、キャスター）
- 渡辺航（漫画家、『弱虫ペダル』作者）
- ルーク篁（ギタリスト、元聖飢魔II）
- 加藤哲也（カーグラフィック代表取締役社長）

など

#### その他
- 宮本あさか（スポーツライター） - ツール・ド・フランス開催時に現地レポートを担当、J SPORTS公式サイトのコラム記事執筆も手がける

### 過去

#### 実況
- 青嶋達也（フジテレビ、1998年 - 2004年）※ツール・ド・フランスのみ。当時は青嶋以外にもフジテレビのアナウンサーが交代で実況を担当していた。
- 吉田智則
- 白戸太朗
- MCアリー
- 野島裕史

#### 解説
- 市川雅敏
- 中野浩一 ※ツール・ド・フランスのみ
- 福井龍夫 ※ツール・ド・フランスのみ
- 大門宏（チームNIPPO監督）
- 橋川健（VLAAMS-Bike代表、チームユーラシア監督）
- 阿部良之（シマノレーシング選手兼コーチ）
- 今中大介（インターマックス代表）
- 三船雅彦（Team Massa監督、主にクラシックレースとシクロクロスの解説）
- 菊田潤一（シマノ社員）
- 別府始（自転車ジャーナリスト、別府匠・史之の兄）
- 田代恭崇（元チームブリヂストン・アンカー選手）
- 宮澤崇史（元チーム・サクソバンク選手、bravo代表）
- 廣瀬佳正（宇都宮ブリッツェンゼネラルマネージャー）

## 関連番組
自転車のススメ（2012年6 - 9月）
栗村修が先生、団長安田（安田大サーカス）が生徒役となり、ロードレーサーに関する様々な知識や乗り方などを学ぶ。永井考樹・浅田顕も講師役で登場。ちなみに団長安田はこの番組が契機となり、実際に実業団チームのブラウ・ブリッツェン（宇都宮ブリッツェンの下部組織）に入団した。
自転車のススメ～ツール・ド・フランスのミ・カ・タ～（2013年4月 - 6月）
前年とは違い、自転車ロードレースの観戦についての基礎知識を学ぶ内容。講師役は引き続き栗村が務めるが、生徒役はプロレーサーの中山友貴に交代した。
#jspocycle presents ようこそ!我らワールド（2014年4月 - ）
「我らワールド」の通称で知られる栗村修・サッシャの二人が司会を務める自転車ロードレース情報番組。2013年シーズンはYouTubeなどでの動画配信にて不定期（主要なロードレースの各日程終了後、随時）に配信されていたが、2014年4月より電波による本放送開始となる。
ナカジケイの○月誰クル？（2023年3月 - ）
中島康晴と辻啓が月1回のペースで、前年大会のハイライトや今シーズンのコース＆出場チーム・注目選手の紹介、サイクルロードレ－ス優勝予想「サイクル誰クル？」の予想ポイントを紹介する情報番組。第2回からJ SPORTS社員の大谷美緒奈をMCに迎えている。